# Палас (театр)
Палас (англ. Palace Theatre) — театр Вест-Энда, расположенный в Вестминстере, Лондон. Его фасад из красного кирпича возвышается на западной стороне Кембридж-Серкус за небольшой площадью недалеко от пересечения Шафтсбери-авеню и Чаринг-Кросс-Роуд. Театр вмещает 1400 зрителей.

## История

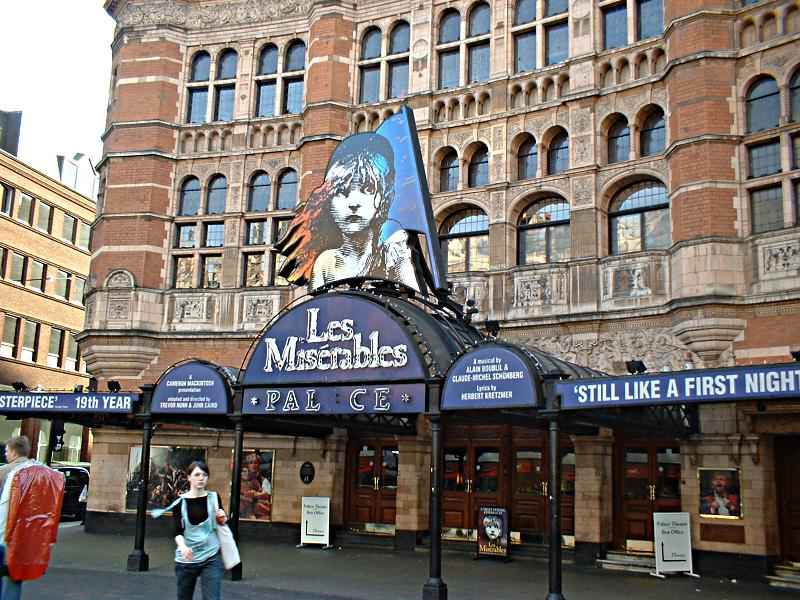
Палас во время показа мюзикла «Отверженные»

Известный оперный продюсер Ричард Д'Ойли Карт заказал постройку театра в конце 1880-х. Проект разработал Томас Эдуард Коллкатт. Изначально предполагалось, что здание станет домом оперы. При открытии театр носил название «Английский королевский оперный театр». В январе 1891 года была поставлена опера Артура Салливана «Айвенго». Несмотря на то, что опера имела успех у зрителей и было поставлено 160 спектаклей, театр не стал приносить прибыли. Карт решил изменить концепцию театра и переименовал его в «Дворцовый театр» или Палас. На этот раз театр стал музыкальным. Должность руководителя занял Чарльз Мортон. В 1897 году театр начал показ фильмов в рамках своей развлекательной программы. В 1904 году Альфред Батт стал менеджером театра и продолжал сочетать различные виды развлечений, в том числе танцевальные номера и фильмы. С 1900 по 1920 года музыкальным руководителем театра был Герман Финк. В 1922 году в театре появились Братья Маркс, которые занимались показом своих бродвейских шоу.

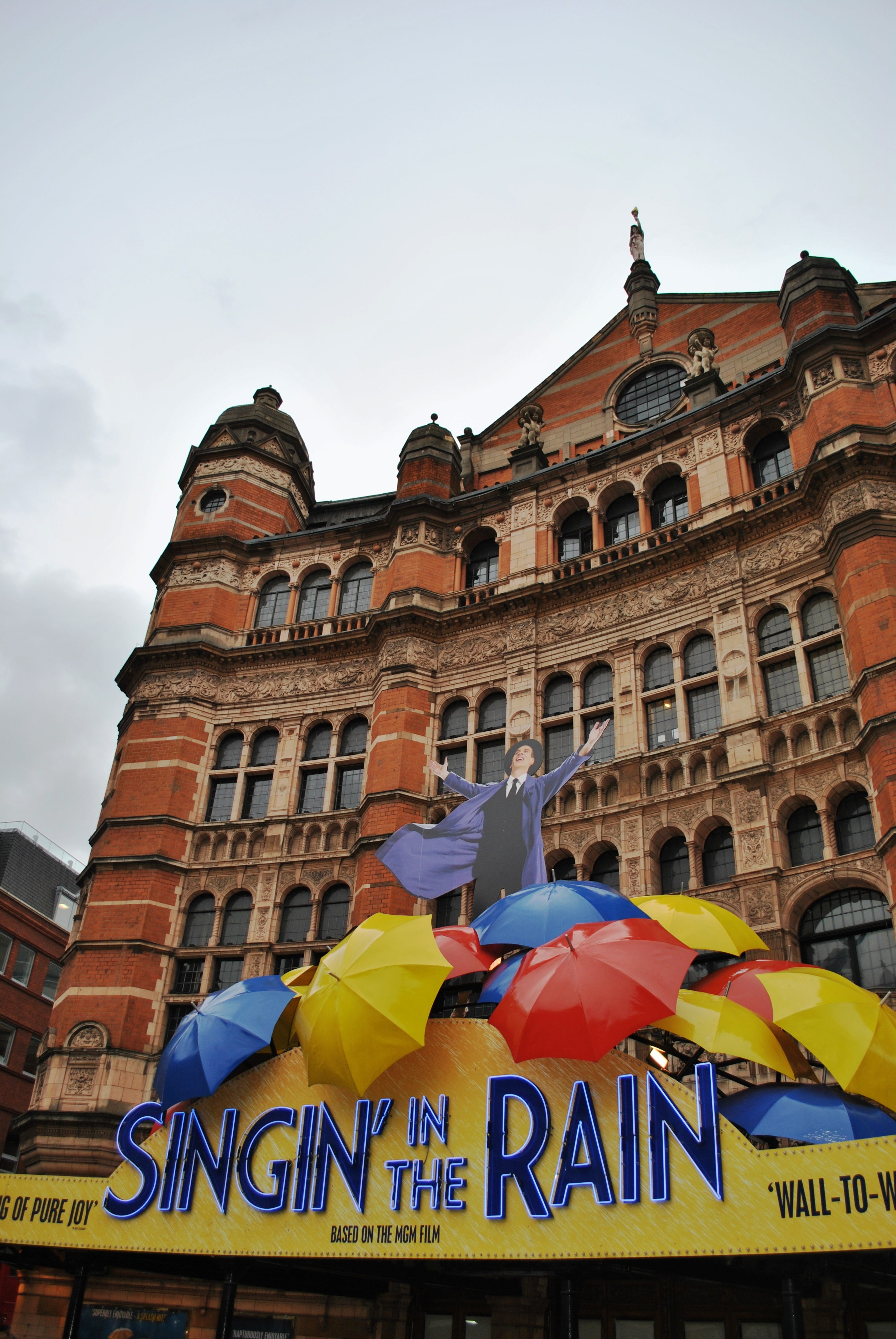
Палас во время показа мюзикла «Поющие под дождём»

В 1925 году в театре открылся показ музыкальной комедии «Нет, нет, Нанетт», за которой последовали и другие мюзиклы, благодаря которым театр и стал известен. Невероятным коммерческим успехом был мюзикл «Звуки музыки», который открылся в 1961 году. Всего было сделано 2385 показов. С 1972 по 1980 были показы рок-оперы «Иисус Христос — суперзвезда». Всего было сделано 3358 показов. Мюзикл «Отверженные» показывался в театре в течение 19 лет, начиная с 1985 года. В 1983 году Эндрю Ллойд Уэббер приобрел здание театра и к 1991 году отремонтировал его. Комедийный мюзикл «Спамалот» шёл в театре с 2006 по январь 2009 года. Показ «Приключения Присциллы, королевы пустыни» начались в марте 2009 года, а закончились в декабре 2011 года. В период с февраля 2012 года по июнь 2013 года был поставлен мюзикл «Поющие под дождём». С 2015 года по 2016 год велись показы мюзикла «Обязательства». В июне 2016 года в театре начались показы пьесы «Гарри Поттер и Проклятое дитя». В марте 2020 года показы были приостановлены из-за пандемии COVID-19.

## Культурное влияние
В 1977 году в одной из серий телесериала Доктор Кто под названием Когти Венг-Чанга злодей Ли Хсен Чанг маскируется под фокусника и чревовещателя, выступающего в театре Палас, когда доктор приводит туда Лилу, чтобы узнать обычаи ее викторианских предков. В романе Кристофера Фаулера Full Dark House 2004 года в Паласе происходит серия ужасных убийств во время лондонского Блица на фоне постановки «Орфей в аду».